# مرکز آموزش علمی کاربردی شیشه لرستان
مرکز آموزش علمی کاربردی شیشه لرستان  یکی از واحدهای دانشگاه جامع علمی کاربردی است. این واحد در شهر الیگودرز قرار دارد.